# NCIS (tizenötödik évad)
Az NCIS című amerikai televíziós sorozat tizenötödik évadát 2017. szeptember 26-án kezdte el vetíteni a CBS csatorna az Amerikai Egyesült Államokban. Magyarországon 2018-tól lesz látható a TV2-n. Februártól a Prime-on megy tovább a sorozat.

## Szereplők
- Mark Harmon (Leroy Jethro Gibbs) – magyar hangja: Mihályi Győző
- Pauley Perrette (Abby) – magyar hangja: Böhm Anita
- Sean Murray (Timothy McGee) – magyar hangja: Kapácsy Miklós
- Wilmer Valderrama (Nick Torres) – magyar hangja: Szatory Dávid
- Maria Bello (Jacqueline Sloane) - magyar hangja: Kocsis Judit
- Emily Wickersham (Eleanor Bishop) – magyar hangja: Mezei Kitty
- Brian Dietzen (Dr. James Palmer) – magyar hangja: Láng Balázs
- Duane Henry (Clayton Reeves) – magyar hangja: Dózsa Zoltán
- Rocky Carroll (Leon Vance) – magyar hangja: Háda János
- David McCallum (Doki) – magyar hangja: Szélyes Imre

## Epizódlista
| Eredeti cím | Amerikai bemutató    | Magyar cím                       | Magyar bemutató    | #     |
| --- | -------------------- | -------------------------------- | ------------------ | ----- |
| House Divided | 2017. szeptember 26. | Megosztott ház                   | 2018. október 11.  | 15x01 |
| Gibbs és McGee két hónapja fogságban vannak, a csapat semmit sem tud róluk, de minden erejükkel azon vannak, hogy megtalálják őket. A Pentagon parancsára azonban nem foglalkozhatnának az üggyel... |                      |                                  |                    |       |
| |                      |                                  |                    |       |
| Twofer | 2017. október 3.     | Egyet fizet, kettőt kap          | 2018. október 16.  | 15x02 |
| A nemrég kiszabadított Gibbs-nek és McGee-nek pszichológiai vizsgálaton kell részt venniük, hogy ismételten dolgozhassanak. McGee nehezen veszi rá magát erre. Közben a csapat egy meggyilkolt katona esetén dolgozik...                                                                                                |                      |                                  |                    |       |
| |                      |                                  |                    |       |
| Exit Strategy | 2017. október 10.    | Kilépési stratégia               | 2018. október 30.  | 15x03 |
| Torres társa küldetés közben eltűnik, ami pedig tovább bonyolítja az ügyet, hogy egy halottnak hitt ügynökkel távozik a férfi. Gibbs és csapata mindent megtesz azért, hogy megtalálják az eltűnt nyomozót és pontot tegyenek egy rejtélyes, 10 éve megoldatlan ügy végére.                                             |                      |                                  |                    |       |
| |                      |                                  |                    |       |
| Skeleton Crew | 2017. október 17.    | Csökkentett személyzet           | 2018. november 6.  | 15x04 |
| Gibbs véletlenül összetalálkozik az új törvényszéki pszichológussal, aki eleinte másnak adja ki magát, így próbára téve a férfit. A csapat egy elrabolt nő után kutat, akit később egy autó csomagtartójában találnak meg...                                                                                            |                      |                                  |                    |       |
| |                      |                                  |                    |       |
| Fake It 'Til You Make It | 2017. október 24.    | Tettesd, míg nem megy            | 2018. november 13. | 15x05 |
| Clay egyik legféltettebb titka kiderül, amikor a barátját elrabolják, így kénytelen bevonni a csapatot. McGee régi és kínos képéből internetes mém válik, ami nagyon zavarja őt és mindent megtesz azért, hogy kiderítse, ki töltötte fel azt róla...                                                                   |                      |                                  |                    |       |
| |                      |                                  |                    |       |
| Trapped | 2017. október 31.    | Homokcsapda                      | 2018. november 20. | 15x06 |
| Jimmy megkéri a munkatársait, hogy adományozzanak egy speciális játszótér megépítése érdekében. Torres a nagy rohanásban véletlenül sokkal többet utal el, mint amennyit szeretett volna. Közben a csapat egy rejtélyes gyilkosság után nyomoz.                                                                         |                      |                                  |                    |       |
| |                      |                                  |                    |       |
| Burden of Proof | 2017. november 7.    | Bizonyítási teher                | 2018. november 27. | 15x07 |
| 11 év után újra tárgyalnak egy gyilkossági ügyet. Az NCIS csapatát komoly vád éri, ezért Gibbs azon dolgozik, hogy mielőbb fény derüljön az igazságra... |                      |                                  |                    |       |
| |                      |                                  |                    |       |
| Voices | 2017. november 14.   | Hangok                           | 2018. december 4.  | 15x08 |
| McGee és Delilah nem tudnak megegyezni abban, hogy megtudják-e születendő gyermekük nemét vagy sem. Közben az NCIS csapatához egy médium csatlakozik... |                      |                                  |                    |       |
| |                      |                                  |                    |       |
| Ready or Not | 2017. november 21.   | Túszdráma                        | 2018. december 11. | 15x09 |
| Sloane régi jó barátját, egy MI5-ügynök férfit az orosz maffia egyik ismert tagja, André Yorka megöli. A csapat rögtön akcióba lendül, ám McGee kap egy telefonhívást, hogy Delilah szülni fog, ezért rögtön a kórházba siet. Meglepetésként éri, hogy az NCIS által keresett Yorka éppen a kórház sürgősségijén van... |                      |                                  |                    |       |
| |                      |                                  |                    |       |
| Double Down | 2017. december 12.   | Duplázás                         | 2019. február 28.  | 15x10 |
| Sloane és Torres Afganisztánba repülnek az amerikai szenátorral. Gibbs rossz hírrel hívja fel őket, ugyanis a szenátor fia súlyos sérülésekkel kórházba került. Sloane kerít egy tizedest, aki biztonságban elviszi őket a legközelebb induló repülőgéphez, azonban az út során megtámadják őket.                       |                      |                                  |                    |       |
| |                      |                                  |                    |       |
| High Tide | 2018. január 2.      | Beépülve                         | 2019. február 28.  | 15x11 |
| Bishop és Torres beépített ügynökként dolgoznak egy kábítószeres ügyön. Amikor már közel járnának a megoldáshoz a pár eltűnik egy hajórobbanás következtében... |                      |                                  |                    |       |
| |                      |                                  |                    |       |
| Dark Secrets | 2018. január 9.      | Sötét titkok                     | 2019. március 7.   | 15x12 |
| A JAG egyik ügyvédje öngyilkos lesz, eleinte semmi nem utal idegenkezűségre, azonban a csapat egyre több érdekességet talál az üggyel kapcsolatban. Torres mellékesen azon dolgozik, hogy igazolványképét lecseréljék...                                                                                                |                      |                                  |                    |       |
| |                      |                                  |                    |       |
| Family Ties | 2018. január 23.     | Családi kötelékek                | 2019. március 7.   | 15x13 |
| Torres és McGee egy cserbenhagyásos gázolás után nyomoznak, azonban az egyik gyanúsítottról megdöbbentő információkat tudnak meg. Vance lánya pedig bajba kerül, amikor bolti lopáson kapják. |                      |                                  |                    |       |
| |                      |                                  |                    |       |
| Keep Your Friends Close | 2018. február 6.     | Tartsd közel a barátaid          | 2019. március 14.  | 15x14 |
| Egy ellopott furgonban megtalálják a 10 napja eltűnt Willis alezredest. Gibbs és a csapat összefogva egy rég nem látott ügynökkel azon vannak, hogy mihamarabb elkapják a tettest. Abby pedig leleplezi McGee titkát...                                                                                                 |                      |                                  |                    |       |
| |                      |                                  |                    |       |
| Keep Your Enemies Closer | 2018. február 27.    | Tartsd az ellenségeidet közelebb | 2019. március 14.  | 15x15 |
| Sloane szemtanúja lesz, amint barátnője, Jessica autója felrobban. Az első számú gyanúsított az ügyben Hicks, akit tévesen engedtek ki a börtönből. Gibbs és a csapat bizonyítékokat keresnek, arra, hogy a férfi valóban bűnös. Az NCIS nem várt segítséget kap, aminek McGee nem örül...                              |                      |                                  |                    |       |
| |                      |                                  |                    |       |
| Handle With Care | 2018. március 6.     | Szeretetcsomag                   | 2019. március 21.  | 15x16 |
| Egy volt tengerészgyalogost súlyos vádakkal illetnek, ezért Gibbs minden erejét bevetve azon dolgozik, hogy tisztázza a férfit. Az ügy érdekes fordulatot vesz, amire senki sem számított... |                      |                                  |                    |       |
| |                      |                                  |                    |       |
| One Man's Trash | 2018. március 13.    | Kinek szemét                     | 2019. március 21.  | 15x17 |
| Doki és Gibbs egy 16 évvel ezelőtti bűntény kulcsfontosságú bizonyítékát találják meg, amivel végleg pontot tehetnek a megoldatlan ügy végére. Abby minden erejével azon van, hogy Doki asszisztense megkedvelje őt. |                      |                                  |                    |       |
| |                      |                                  |                    |       |
| Death from Above | 2018. március 27.    | Halott a tetőn                   | 2019. március 28.  | 15x18 |
| Káosz tör ki az NCIS épületénél, amikor egy detonátor felrobban. Először véletlennek hiszik az esetet, majd kiderül, egy tégla van a csapatban, aki bentről segítette a bűnözőket, hogy sikerrel járjanak. |                      |                                  |                    |       |
| |                      |                                  |                    |       |
| The Numerical Limit | 2018. április 3.     | Határérték                       | 2019. március 28.  | 15x19 |
| Két halott ügyében nyomoz a csapat, akik valószínűleg utcai harc során veszthették életüket. Az eset bonyolódik, amikor egy 10 éves kislány válik egy ismert drogkartell célpontjává. Gibbs rögtön a kislány védelmére kel és magához veszi.                                                                            |                      |                                  |                    |       |
| |                      |                                  |                    |       |
| Sight Unseen | 2018. április 17.    | Látatlanul                       | 2019. április 4.   | 15x20 |
| Egy rendőr egy ittas vezető üldözése közben a tóban landol autójával. Az ügy tanúja egy vak nő, aki többet tud segíteni, mint amit a csapat gondolna, bár Torres eleinte kétkedve fogadja a fültanút. Doki az internet segítségével kíséri figyelemmel a labor működését.                                               |                      |                                  |                    |       |
| |                      |                                  |                    |       |
| One Step Forward | 2018. május 1.       | Egy lépés előre                  | 2019. április 4.   | 15x21 |
| Hatalmas felháborodást vált ki országszerte az eset, amikor az NCIS épülete előtt letartóztatnak egy nőt, aki csak az édesanyja halálának okát szeretné megtudni. Gibbs eleinte nem hajlik a segítségre, ám kiderül, hogy az elhunyt veterán volt.                                                                      |                      |                                  |                    |       |
| |                      |                                  |                    |       |
| Two Steps Back | 2018. május 8.       | Két lépés hátra                  | 2019. április 11.  | 15x22 |
| Abbyt és Reevest megtámadják az utcán, ami látszólag fegyveres rablás, ám kiderül, hogy egy jól kitervelt merényletet követtek el ellenük. Abby súlyos állapotban kórházban fekszik. Gibbs mindent elkövet, hogy elkapja a tettest vagy tetteseket.                                                                     |                      |                                  |                    |       |
| |                      |                                  |                    |       |
| Fallout | 2018. május 15.      | Utóhatás                         | 2019. április 11.  | 15x23 |
| Gibbs régi barátja, Phil váratlanul eltűnik. A partiőrség feladja a kutatást és halottnak nyilvánítják. Egy véletlen folytán azonban kiderül, hogy a férfi mégis él és menekül, ugyanis valaki meg akarja ölni. Bishop nehezen tudja feldolgozni Reeves halálát, így Sloane segít neki.                                 |                      |                                  |                    |       |
| |                      |                                  |                    |       |
| Date With Destiny | 2018. május 22.      | Randevú a végzettel              | 2019. április 18.  | 15x24 |
| Sloane vakrandira készül, amit Delilah szervezett neki. A találkozás jól sikerül, ám egy régi ismerős a múltból előhozza Sloaneból a rossz emlékeket. Eleinte Leon és McGee dolgozik az ügyön, majd Gibbs vezetésével az egész csapat segít Sloanenak.                                                                  |                      |                                  |                    |       |
| |                      |                                  |                    |       |